# Ian McShane
Ian David McShane (Blackburn, Inglaterra; 29 de septiembre de 1942) es un actor británico. A pesar de que ha protagonizado varias películas, es por sus papeles en televisión por los que es más conocido, comenzando por la serie de la BBC Lovejoy (1986-1994) y el wéstern de la HBO Deadwood (2004-2006), con la que obtuvo un Globo de Oro.

## Vida privada
McShane nació en Blackburn, Inglaterra. Es hijo del jugador de fútbol escocés Harry McShane (1920-2012), que jugó en el Manchester United F.C. y Hamilton Academical, y de Irene Cowley (n. 1921). McShane creció en Urmston (Lancashire), y fue al Stretford Grammar School. 
Entre sus relaciones más conocidas destaca Sylvia Kristel, a la que conoció en el rodaje de la película El quinto mosquetero (1977). Actualmente está casado con Gwen Humble, y residen entre California y Londres.

## Carrera
En el Reino Unido, su papel más conocido es el de Lovejoy, un pícaro pero apuesto comerciante de antigüedades, en la serie Lovejoy (1986-1994), de la BBC. También disfrutó de la fama en los Estados Unidos con su papel de Don Lockwood en la serie Dallas. Incluso antes de Lovejoy, McShane era conocido por sus apariciones en series de televisión como Wuthering Heights (1967), Jesús de Nazaret (1977, como Judas Iscariote), y  Disraeli (1978), así como en películas como Sky West and Crooked (1965) y  La batalla de Inglaterra (1969).
Participó en el capítulo 9 de la 1.ª temporada de la serie inglesa Space 1999 (Cosmos 1999 en español). 
En 1983, protagonizó la efímera serie de Bare Essence. En 1985, apareció en el álbum de Grace Jones Slave to the Rhythm, leyendo un fragmento de la obra de Ian Penman The Annihilation of Rhythm. Además, actuó en dos episodios de Miami Vice en 1987 y 1989, interpretando, en el episodio final de la serie, al General Manuel Borbón, líder corrupto de la ficticia nación de Costa Morada, inspirado en el dictador panameño Manuel Noriega. Durante la década de 2000 trabajó en las películas Scoop, Sexy Beast, Agente Cody Banks y We Are Marshall. 
Pero sin duda fue su papel de la figura histórica Al Swearengen en la serie de la HBO Deadwood lo que consolidó su carrera, y le hizo acreedor del Globo de Oro en 2005, y además fue nominado para los premios Emmy y del Sindicato de Actores.
Entre sus otros trabajos destacan sobre todo películas de animación, siendo la voz del Capitán Garfio en Shrek tercero, la voz de Ragnar Sturlusson en The Golden Compass, la voz de Tai Lung en Kung Fu Panda, recibiendo una nominación a los Premios Annie, y la voz del Sr. Bobinski en Los mundos de Coraline. 
En 2009, McShane apareció en la fallida serie de televisión de la NBC Kings, basada en la historia bíblica de David. Su retrato del Rey Silas Benjamín, un análogo del rey Saúl, fue muy elogiado. Otros trabajos destacados de McShane son su papel del clérigo egoísta y manipulador Waleran Bigod en Los pilares de la Tierra, miniserie basada en el best-seller del mismo nombre de Ken Follett y por la que fue nominado de nuevo a los Globos de Oro. En cine además trabajó en la película 44 Inch Chest, drama coprotagonizado por Ray Winstone, John Hurt y Tom Wilkinson, donde fue además productor ejecutivo, y en la cuarta entrega de la serie cinematográfica Piratas del Caribe: Pirates of the Caribbean: On Stranger Tides, como Barbanegra.
En 2016 participó en el séptimo capítulo de la sexta temporada de Juego de Tronos, interpretando al Hermano Ray, líder de una comunidad religiosa pacífica.

## Filmografía
- The Wild and the Willing (1962)
- The Pleasure Girls (1965)
- Sky West and Crooked (1966)
- Gypsy Girl (1967)
- If It's Tuesday, This Must Be Belgium (1969)
- La batalla de Inglaterra (1969)
- Pussycat, Pussycat, I Love You (1970)
- Tam Lin (1970)
- Freelance (1971)
- Villain (1971)
- Left Hand of Gemini (1972)
- Sitting Target (1972)
- El fin de Sheila (1973)
- Ransom (1975)
- Journey into Fear (1975)
- Jesús de Nazaret (1977)
- Sewers of Gold (1979)
- The Great Riviera Bank Robbery (1979)
- El quinto mosquetero (1979)
- Yesterday's Hero (1979)
- Cheaper to Keep Her (1981)
- Un cebo llamado Elisabeth (1983)
- Ordeal by Innocence (1984)
- Too Scared to Scream (1985)
- Torchlight (1985)
- Grand Larceny (1987)
- Babylon 5: The River of Souls (1999)
- Sexy Beast (2001)
- Bollywood Queen (2002)
- Agent Cody Banks (2003)
- Nine Lives (2005)
- Scoop (2006)
- We Are Marshall (2006)
- Flushed Away (voz) (2006)
- Shrek tercero (voz) (2007)
- Hot Rod (2007)
- The Seeker: The Dark Is Rising (2007)
- The Golden Compass (voz) (2007)
- Kung Fu Panda (voz) (2008)
- Death Race (2008)
- Los mundos de Coraline (voz) (2009)
- Case 39 (2009)
- 44 Inch Chest (2009)
- Shrek Forever After (voz) (2010)
- Pirates of the Caribbean: On Stranger Tides (2011)
- Snow White & the Huntsman (2012)
- Jack the Giant Slayer (2013)
- Hercules: The Thracian Wars (2014)
- John Wick (2014)
- Cuban Fury (2014)
- El niño (2014)
- Grimsby (2015)
- The Hollow Point (2016)
- John Wick: Chapter 2 (2017)
- Ahi viene cascarrabias (voz) (2018)
- Hellboy (2019)
- John Wick: Chapter 3 - Parabellum (2019)[8]
- John Wick: Chapter 4 (2023)
- American Star (2024)[9]
- Ballerina (2025)
- Deep Cover (2025)[10]

### Televisión
- Space: 1999 (1975)
- Roots (1977)
- Jesus of Nazareth (1977)
- Life of Shakespeare (1978)
- Disraeli (1978)
- Magnum P.I. (1982)
- Marco Polo (1982)
- Evergreen (1985)
- A.D. (1985)
- Lovejoy (1986-1994)
- Miami Vice (1987)
- War and Remembrance (1988)
- Dallas (1989)
- Minder (1989)
- Colombo; Descanse en paz, Señora Colombo. Ep.53 (1990)
- White Goods (1994)
- El ala oeste de la Casa Blanca: Enemigos exteriores e interiores (2002)
- Trust (2003)
- Deadwood (2004-2006)
- SpongeBob SquarePants (2008)
- Kings (2009)
- Los pilares de la Tierra (2010)
- American Horror Story: Asylum (2012)
- Ray Donovan (2015)
- Juego de tronos (2016)
- Doctor Thorne (2016)
- American Gods (2017)
- One Piece (2023) - Narrador